# The Loves of Ariane
The Loves of Ariane (em português:  Os Amores de Ariane) é um filme britânico-alemão de drama mudo de 1931, dirigido por Paul Czinner e estrelando Elisabeth Bergner, Charles Carson e Percy Marmont. Foi baseado do romance de 1920 Ariane, jeune fille russe, de Jean Schopfer.

## Sinopse
Uma jovem que estudava na Universidade apaixona-se com Don Juan.

## Elenco
- Elisabeth Bergner - Ariane
- Charles Carson - Professor
- Percy Marmont - Anthony Fraser
- Joan Matheson - Olga
- Oriel Ross - Duchess
- Elizabeth Vaughan - Waravara
- Warwick Ward
- Rudolf Forster